# Gauliga Mitte
La Gauliga Mitte fue la liga de fútbol más importante de la provincia de Sajonia y de los estados alemanes de Thuringia y Anhalt de 1933 a 1945.

## Historia
La liga fue creada en 1933 por mandato de la Oficina Nazi de Deportes luego de que los nazis tomaran el poder en Alemania a causa del Tercer Reich y el nombre Gauliga Mitte se dio porque los territorios que la conformaban eran del centro de Alemania. Antes de la creación de la Gauliga la región estaba conformada por varias ligas locales compuestas por su totalidad de equipos provenientes de Sajonia y jugaban en el Campeonato del Centro de Alemania.
La primera temporada de la liga contó con la participación de 10 equipos, jugando todos contra todos a visita recíproca en donde el campeón clasificaba al torneo nacional de la Gauliga mientras que los últimos dos equipos de la tabla descendían de categoría. La liga mantuvo este formato hasta inicios de la Segunda Guerra Mundial en 1939.
A consecuencia de la Segunda Guerra Mundial, la liga se jugó entre 1919 y 1941 con solo 8 equipos hasta que en la temporada 1941/42 regresó al formato de 10 equipos, el cual conservó hasta 1944.
El inminente colapso de la Alemania Nazi en 1945 provocó un efecto negativo en la Gauliga y el fútbol en la zona se vio afectado luego de que la liga se partiera en seis grupos regionales, liga que solo disputó unos cuantos partidos hasta la llegada del Ejército Rojo al finalizar la Segunda Guerra Mundial.
La Gauliga dejó de existir y la región pasó a control de la Unión Soviética, dando origen a la DDR-Oberliga, la cual se convirtió en la primera división de Alemania Oriental y la región pasó a formar parte del sistema de fútbol de Alemania Democrática.
Virtualmente todos los equipos de la región fueron disueltos por la ocupación de las Fuerzas Aliadas en Alemania, y éstos fueron reemplazados por equipos controlados bajo el sistema comunista, aunque otros solo cambiaron su nombre y retomaron su nombre original luego de que se diera la reunificación alemana en 1990.

## Equipos fundadores
Estos fueron los 10 equipos que participaron en la temporada inaugural de la liga en 1933/34:
| - FC Wacker Halle - SV 08 Steinach - VfL Bitterfeld - SpVgg Erfurt - SV Victoria 96 Magdeburg | - SC 95 Erfurt - 1. SV Jena 03 - SV Merseburg 1899 - Fortuna Magdeburg - SC Preußen Magdeburg |

## Lista de campeones
| Temporada | Campeón         | Finalista                  |
| --------- | --------------- | -------------------------- |
| 1933-34   | FC Wacker Halle | SV 08 Steinach             |
| 1934-35   | 1. SV Jena 03   | FC Wacker Halle            |
| 1935-36   | 1. SV Jena 03   | Cricket Viktoria Magdeburg |
| 1936-37   | SV Dessau 05    | FC Thüringen Weida         |
| 1937-38   | SV Dessau 05    | Cricket Viktoria Magdeburg |
| 1938-39   | SV Dessau 05    | 1. SV Jena 03              |
| 1939-40   | 1. SV Jena 03   | SV Dessau 05               |
| 1940-41   | 1. SV Jena 03   | SV Dessau 05               |
| 1941-42   | SV Dessau 05    | 1. SV Jena 03              |
| 1942-43   | SV Dessau 05    | SpVgg Erfurt               |
| 1943-44   | SV Dessau 05    | SpVgg Erfurt               |

## Posiciones finales 1933-44
Esta es la lista completa de participantes de la liga:
| Club                       | 1934 | 1935 | 1936 | 1937 | 1938 | 1939 | 1940 | 1941 | 1942 | 1943 | 1944 |
| -------------------------- | ---- | ---- | ---- | ---- | ---- | ---- | ---- | ---- | ---- | ---- | ---- |
| FC Wacker Halle            | 1    | 2    | 7    | 9    |      |      |      |      | 3    | 3    | 8    |
| SV 08 Steinach             | 2    | 3    | 9    |      |      | 3    |      |      |      |      |      |
| VfL Bitterfeld             | 3    | 9    |      |      |      |      |      |      |      |      |      |
| SpVgg Erfurt               | 4    | 8    | 5    | 7    | 6    | 9    |      |      |      | 2    | 3    |
| SV Victoria 96 Magdeburg   | 5    | 6    | 8    | 10   |      |      |      |      |      |      |      |
| SC 95 Erfurt               | 6    | 7    | 10   |      | 10   |      |      |      | 5    | 8    | 4    |
| 1. SV Jena                 | 7    | 1    | 1    | 3    | 4    | 2    | 1    | 1    | 2    | 5    | 5    |
| SV 99 Merseburg            | 8    | 10   |      | 8    | 3    | 7    | 7    |      |      |      |      |
| Fortuna Magdeburg          | 9    |      |      |      |      | 10   |      |      |      |      |      |
| Preußen Magdeburg          | 10   |      |      |      |      |      |      |      |      |      |      |
| Cricket Viktoria Magdeburg |      | 4    | 2    | 5    | 2    | 5    | 5    | 4    | 10   |      |      |
| Sportfreunde Halle         |      | 5    | 3    | 4    | 9    |      | 8    |      |      | 4    | 7    |
| 1. FC Lauscha              |      |      | 4    | 6    | 8    | 8    |      |      |      |      |      |
| SV Dessau 05               |      |      | 6    | 1    | 1    | 1    | 2    | 2    | 1    | 1    | 1    |
| FC Thüringen Weida         |      |      |      | 2    | 7    | 4    | 3    | 3    | 9    |      |      |
| VfL 96 Halle               |      |      |      |      | 5    | 6    | 6    | 6    | 4    | 7    | 9    |
| 1. SV Gera                 |      |      |      |      |      |      | 4    | 7    | 8    | 9    |      |
| SpVgg Zeitz                |      |      |      |      |      |      |      | 5    | 6    | 10   |      |
| SC Apolda                  |      |      |      |      |      |      |      | 8    |      |      |      |
| SV 98 Dessau               |      |      |      |      |      |      |      |      | 7    | 6    | 6    |
| Reichsbahn/VfL Merseburg   |      |      |      |      |      |      |      |      |      |      | 2    |
| Preußen Burg               |      |      |      |      |      |      |      |      |      |      | 10   |